# HTV-9
L'HTV-9, anche conosciuto come Kounotori 9, è stata la nona missione dell'H-II Transfer Vehicle, una navicella cargo usata per rifornire la Stazione spaziale internazionale. Il lancio è stato effettuato il 20 maggio 2020 alle 17:31 UTC (19:31 ora italiana).
L'HTV-9 è stato l'ultimo HTV della versione originale, per le missioni successive è previsto l'impiego della versione HTV-X.

## Scopo
Gli scopi della missione erano:
- trasportare i rifornimenti alla stazione spaziale
- smaltire i rifiuti della stazione a termine missione

## Missione

### Carico della missione
Il carico della navetta era di circa 6200 kg
Nel compartimento pressurizzato (Pressurized Logistics Carrier, PLC), oltre alle provviste e rifornimenti per l'equipaggio, erano presenti:
- Solid Combustion Experiment Module (SCEM)
- integrated Standard Imager for Microsatellites (iSIM)
- Confocal Space Microscopy (COSMIC)
- equipaggiamento per la Kibo Space Broadcasting Station
- equipaggiamento per il progetto Space Avatar
- EXPRESS Rack 11B
- European Drawer Rack Mark II (EDR2)

Nel compartimento depressurizzato (Unpressurized Logistics Carrier, ULC) erano presenti sei batterie al litio per la sostituzione delle vecchie batterie NiH2 del sistema elettrico della ISS. Questo è stato l'ultimo trasporto per la sostituzione delle batterie, le precedenti erano state HTV-6, HTV-7 e HTV-8.
Le maggiori differenze con il precedente HTV sono:
- Unità di telecamere e unità di comunicazione Wireless LAN per dimostrare le comunicazioni in prossimità della ISS per il monitoraggio video in tempo reale dell'avvicinamento. Si tratta di un dimostratore tecnologico per essere utilizzata in futuro con HTV-X e il Gateway. L'esperimento ha stabilito per la prima volta una connessione WLAN tra due veicoli spaziali[9] che ha trasmesso il video ripreso dalla telecamera a bordo della navetta alla stazione spaziale durante le fasi di avvicinamento e di allontanamento[10]

Come nella missione precedente, la navetta ha trasportato, oltre ai normali rifornimenti, sei batterie agli ioni di litio. La stazione spaziale, la cui orbita ha un periodo di 90 minuti, passa per 45 minuti nell'ombra della Terra. Per questo motivo è richiesto l'uso di batterie, che immagazzinano l'energia dei pannelli solari nei 45 minuti in cui è esposta alla luce del Sole e la rilasciano nei 45 minuti in cui i pannelli sono all'ombra. Originariamente le batterie erano di tipo NiH2, che hanno una vita di 10 anni. Allo scadere della loro vita utile, sono state sostituite da nuove batterie Li-ion. Le batterie di tipo NiH2, che sopportano un grande numero di cicli di carica e scarica, e non sono danneggiate da fenomeni di sovraccarico, hanno lo svantaggio di avere l'effetto memoria. Le nuove batterie Li-ion invece sono più leggere e piccole, quindi con maggiore densità di energia e non soffrono dell'effetto memoria. Per contro, hanno in genere una vita più breve perché sostengono un minor numero di cicli di carica-scarica. Le batterie installate sulla stazione spaziale sono comunque progettate per avere la stessa vita utile delle precedenti. La maggiore densità energetica ha permesso di sostituire 12 batterie NiH2 con 6 batterie Li-ion. In totale erano presenti 48 batterie, suddivise in quattro gruppi sui segmenti P6, P4, S6 e S4.
In questa missione sono state trasportate le ultime sei batterie Li-ion destinate al segmento S6 e installate durante le passeggiate spaziali di giugno-luglio 2020 (US EVA 65, 66, 67) e a febbraio 2021 (US EVA 70). Precedentemente, nella missione HTV-6 erano state trasportate le batterie destinate al segmento S4 e installate durante due passeggiate spaziali a gennaio 2017 (US EVA 38, 39). Le batterie relative al segmento P4 erano state portate sulla stazione nella missione HTV-7 e installate durante tre passeggiate spaziali a marzo-aprile 2019 (US EVA 52, 53, 54) mentre le batterie del segmento P6 erano state portate nella missione HTV-8 e installate durante cinque passeggiate spaziali a ottobre 2019 (US EVA 56, 57, 58) e gennaio 2020 (US EVA 62 e 63).
Il Solid Combustion Experiment Module (SCEM) è un modulo installato sul laboratorio Kibo, progettato per condurre esperimenti sull'infiammabilità dei materiali. Il SCEM è ospitato all'interno del Multi-purpose Small Payload Rack (MSPR), un armadio per l'alloggiamento di moduli per gli esperimenti, ed è costituito da una camera di combustione, da telecamere e da connessioni dati.
L'integrated Standard Imager for Microsatellites (iSIM) era una camera fotografica miniaturizzata progettata da un'azienda spagnola e ideata per essere installata su microsatelliti (satelliti con massa inferiore a 80 kg) per l'osservazione della Terra. L'iSIM, che pesa 15 kg e fornisce una risoluzione spaziale di 1 m, è stata installata sulla Small Exposed Experiment Platform (i-SEEP), una piattaforma esterna del laboratorio Kibo.
Il Confocal Space Microscopy (COSMIC) è un microscopio confocale per lo studio di campioni biologici come cellule e tessuti.
Il Kibo Space Broadcasting Station è un progetto per creare un servizio di streaming video bidirezionale tra la Terra e la stazione spaziale. 
Lo Space Avatar è un progetto in collaborazione con un'azienda giapponese per l'installazione sulla stazione spaziale di un robot in grado di essere comandato da Terra. In un primo evento, 400 partecipanti hanno potuto visitare virtualmente la stazione spaziale. Questa tecnologia può essere impiegata per scopi educativi e potrà essere utilizzata in futuro per fornire da Terra assistenza agli astronauti sulla stazione spaziale o in altri avamposti.
Gli EXpedite the PRocessing of Experiments to the Space Station (EXPRESS) sono armadi (rack) generici per condurre esperimenti sulla stazione spaziale e forniscono diverse funzionalità per supportare le attività scientifiche, come telecamere, connessioni dati, sistemi di raffreddamento ad aria e ad acqua. Gli esperimenti, che possono essere condotti sia dall'equipaggio della stazione che in modo remoto da operatori del centro spaziale Marshall, sono contenuti in payload e ogni rack ne può ospitare fino a dieci.
I primi EXPRESS Rack 1 e 2 sono stati portati con la missione shuttle STS-100 nel 2001, il Rack 3 con la missione STS-111, i Rack 4 e 5 con la STS-105, il Rack 6 con la STS-126 e il Rack 7 e 8 con le missioni STS-131 e STS-133 rispettivamente. Le navette Kounotori hanno portato sulla stazione i rack 9 e 10 nella missione HTV-7 e il rack 11 in questa missione.
Lo European Drawer Rack Mark II (EDR2), trasportato dalla Kounotori 9 e costruito dalla Thales Alenia Space a Torino è un armadio (rack), simile agli EXPRESS Rack, che serve per condurre esperimenti scientifici e che è stato installato nel modulo europeo Columbus. L'EDR2 fornisce energia elettrica, comunicazioni dati e sistemi di raffreddamento per l'equipaggiamento relativo agli esperimenti scientifici alloggiati in esso.
Tra gli altri rifornimenti, la missione ha portato anche un serbatoio per il Water Storage System (WSS), il sistema che gestisce l'immagazzinamento dell'acqua potabile e un serbatoio per l'azoto ad alta pressione per il Nitrogen Oxygen Recharge System (NORS), il sistema che fornisce aria respirabile agli astronauti. I serbatoi di azoto sono riutilizzabili e quelli vuoti sono riportati a Terra per essere riempiti e riportati a bordo della stazione.

#### Esperimenti scientifici
Fundamental Research on International Standard of Fire Safety in Space - Base for Safety of Future Manned Missions (FLARE): questo studio ha esaminato l'infiammabilità dei materiali in condizioni di microgravità per misurare la concentrazione limite di ossigeno minima in grado di propagare una fiamma.  L'esperimento è stato condotto tramite il Solid Combustion Experiment Module (SCEM). 

### Carico smaltito

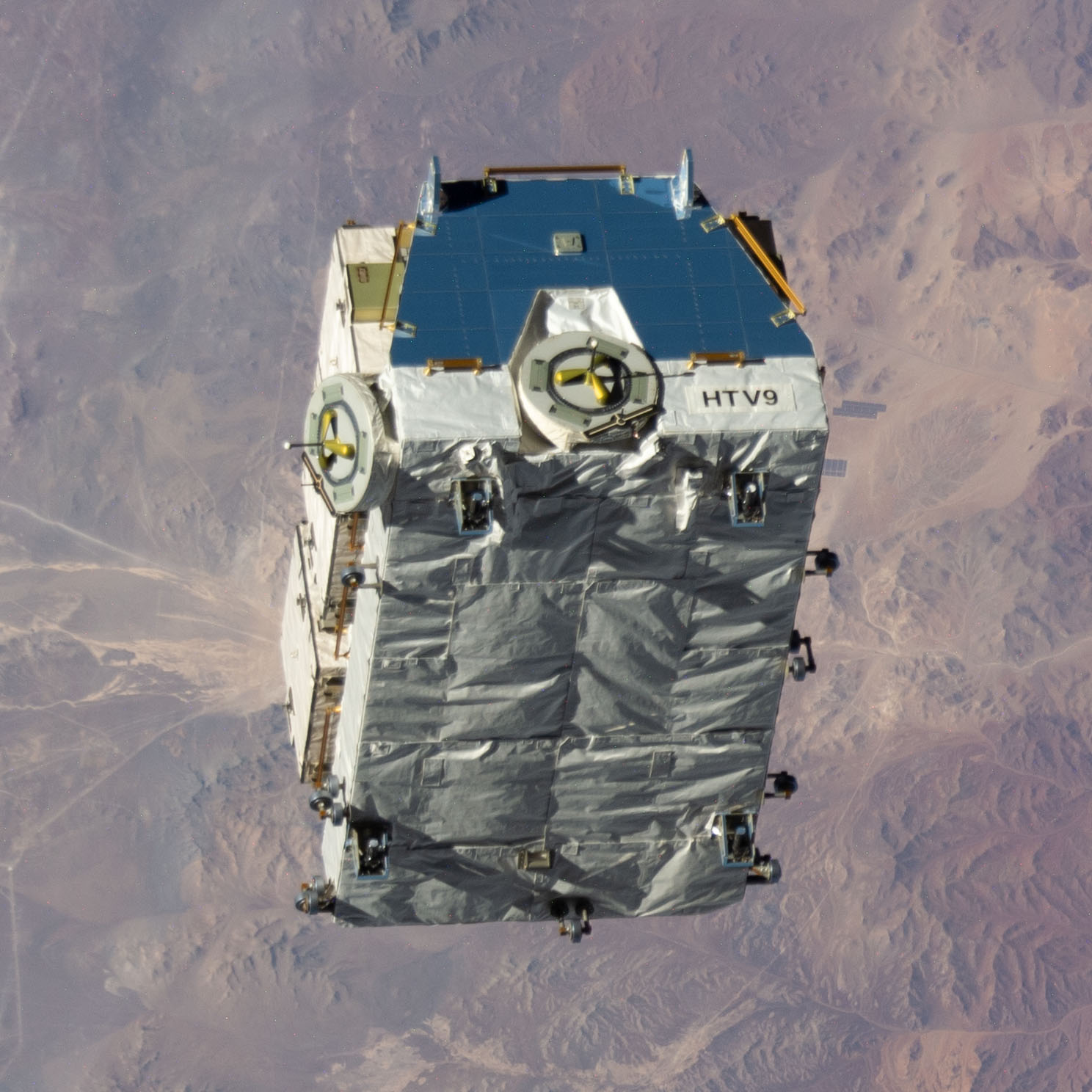
L'Exposed Pallet della navetta Kounotori 9 contenente le vecchie batterie al Nickel Idrogeno lanciato dalla stazione spaziale

Oltre ai normali rifiuti, la navetta conteneva anche l'Exposed Pallet della precedente Kounotori 8. Poiché questa è stata l'ultima missione l'Exposed Pallet della Koutonori 9, contenente le ultime sei batterie NiH2 e della massa di 2900 kg, è stato smaltito a marzo 2021 lanciandolo verso la Terra, tramite il braccio robotico della stazione. Questo tipo di operazione viene effettuata nei casi in cui è impraticabile utilizzare una navetta e il carico rientra nell'atmosfera dopo un periodo di due-quattro anni distruggendosi. Durante questo periodo la traiettoria del carico espulso viene costantemente monitorata dalle stazioni di Terra. 

### Cronologia

#### 20 maggio (lancio)

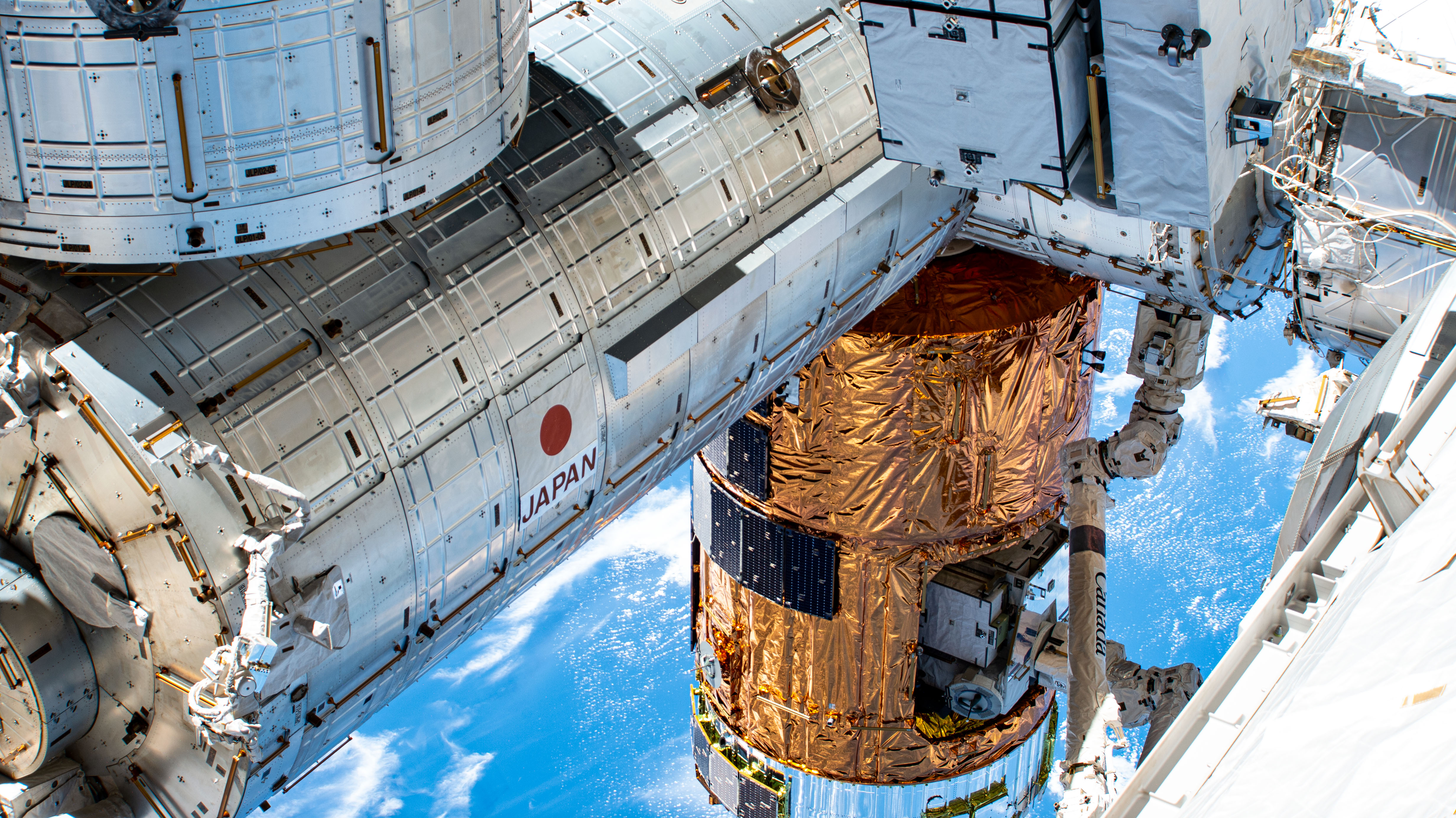
La navetta Kounotori 9 agganciata al modulo Harmony

Il lancio dell'H-IIB è avvenuto regolarmente alle 2:31 JST del 21 maggio (le 17:31 UTC del 20 maggio). Dopo 5 minuti e 44 secondi dal decollo il primo stadio si è spento e si è separato dal secondo stadio, che si è acceso e ha portato la navetta nella sua orbita iniziale. Alle 10:08 JST la Kounotori 9 ha effettuato la prima manovra chiamata Phase Maneuver.

#### 25 maggio
Il 25 maggio la navetta ha completato le tre manovre chiamate Height Adjustment Maneuver che l'hanno avvicinata alla stazione. La prima è stata completata alle 4:23 JST del 24 maggio, la seconda alle 13:27 JST del 25 maggio e l'ultima alle 16:32 JST. Giunta ad una distanza di 23 km dalla stazione, è stato attivato il Proximity Communication System (PROX) che permette lo scambio di comunicazioni tra la navetta e la stazione e la guida durante l'avvicinamento finale. Durante questa fase il sistema Wireless LAN Demonstration (WLD) ha trasmesso per la prima volta tramite WLAN alla stazione spaziale le immagini riprese da una telecamera a bordo della Kounotori. 
Ad una distanza di 10 metri dalla stazione l'astronauta Christopher Cassidy, aiutato dal cosmonauta Ivan Vagner, ha manovrato il braccio robotico per afferrare la navetta ed effettuare il berthing al portello di nadir del modulo Harmony.

#### 26 maggio
La procedura di berthing al modulo Harmony si è conclusa alle 0:25 JST del 26 maggio. Alle 4:24 JST l'equipaggio ha aperto i portelli tra la stazione e la navetta.
"Per l'Expedition 63 è stato un onore far parte dell'ultima missione HTV. Il veicolo ha contribuito notevolmente al programma della stazione spaziale. Congratulazioni ai nostri amici e colleghi a Tsukuba" ha commentato Christopher Cassidy. "Dal 17 settembre 2009, primo arrivo della navetta cargo HTV di JAXA, questa risorsa inestimabile fornita dal partner Giapponese ha trasportato rifornimenti vitali, esperimenti e nuove batterie per l'estensione della vita operativa della Stazione. Oggi, l'arrivo dell'ultimo dei veicoli HTV segna la transizione verso l'impiego di un nuovo e più capace veicolo, l'HTV-X che farà presto il suo debutto. Ci congratuliamo con i colleghi giapponesi per questo grandioso capitolo nella storia della stazione spaziale.", ha aggiunto Leslie Ringo, Capcom al centro di controllo NASA di Houston. "Vorrei esprimere la mia sincera gratitudine a tutti gli astronauti, al controllo missione di Houston e ai partner internazionali che hanno supportato le operazioni della Kounotori per più di dieci anni. La Kounotori 9 trasporta batterie, equipaggiamento da laboratorio dalle nazioni partner e cibo. Nel suo avvicinamento finale, la ISS ha ricevuto le immagini riprese dal sistema WLD della Kounotori 9 in preparazione per un futuro sistema di attracco automatico. Anche se la HTV-9 sarà l'ultima missione della Kounotori, stiamo sviluppando una navetta di prossima generazione con funzionalità ancor più avanzate, l'HTV-X.", ha concluso infine l'astronauta Norishige Kanai. 

#### 2 giugno
Il 1 giugno l'Exposed Pallet (EP) contenente le nuove batterie è stato estratto dal vano non pressurizzato dalle navetta e agganciato all'esterno della stazione spaziale. Il giorno successivo l'Exposed Pallet della Koutonori 8, che era rimasto sulla stazione, è stato trasferito nel vano non pressurizzato della Koutonori 9.

#### 26 giugno

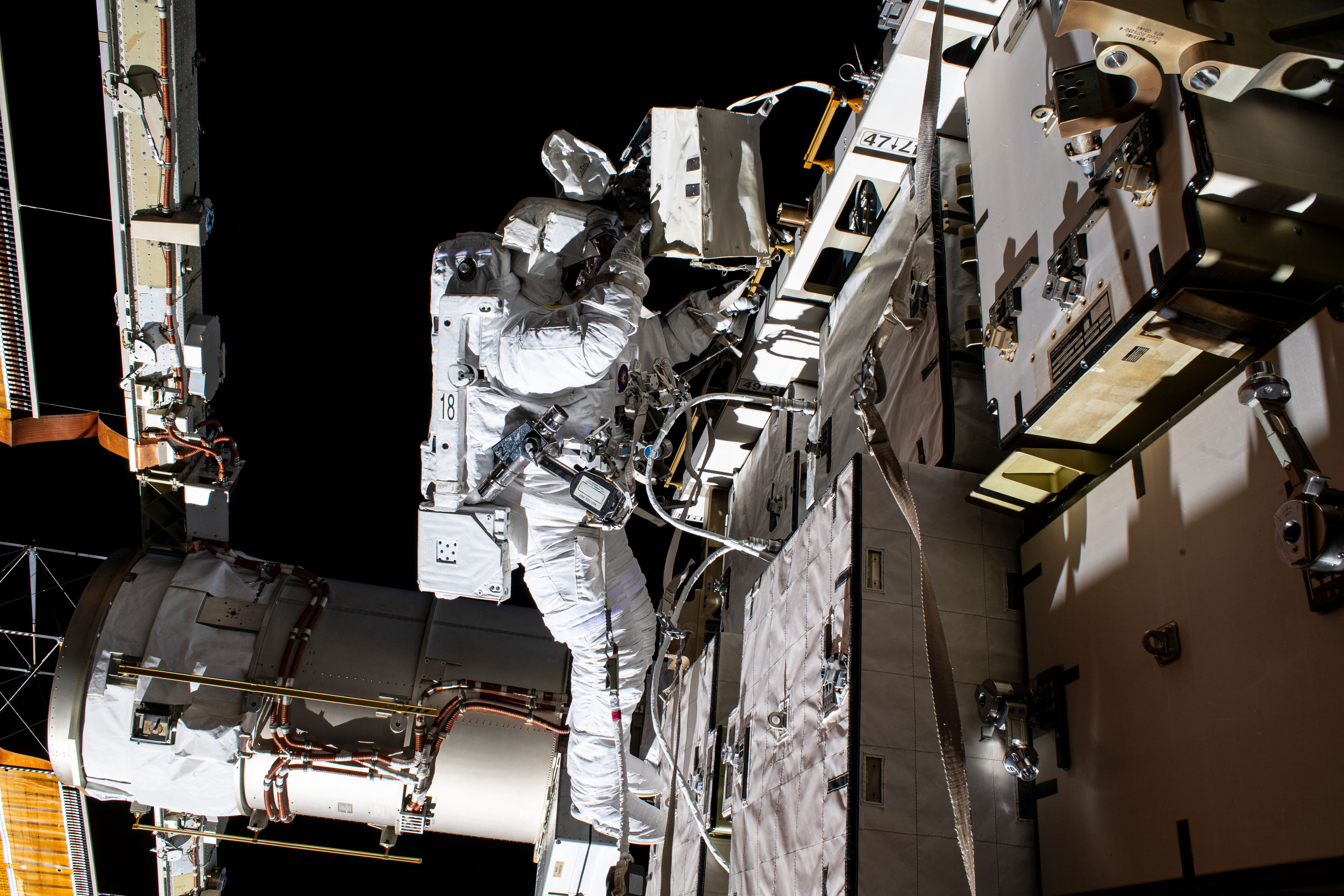
L'astronauta Robert Behnken durante la prima attività extraveicolare

Il 26 giugno gli astronauti Christopher Cassidy e Robert Behnken hanno completato la prima attività extraveicolare per la sostituzione delle batterie del segmento S6 (US EVA-65). Durante le sei ore e sette minuti della passeggiata spaziale, gli astronauti hanno rimosso cinque delle sei batterie NiH2 del circuito 1B, installato due nuove batterie Li-ion e due adattatori. Questi ultimi sono necessari per alloggiare una nuova batteria al posto di due vecchie.

#### 1 luglio
Gli astronauti Christopher Cassidy e Robert Behnken hanno iniziato la seconda attività extraveicolare (US EVA-66) alle 11:13 UTC. Continuando il lavoro della precedente passeggiata spaziale, gli astronauti hanno rimosso l'ultima batteria del circuito 1B e hanno installato un nuova batteria Li-ion e un adattatore. Le operazioni si sono concluse regolarmente alle 16:14, dopo 6 ore e un minuto.

#### 16 luglio

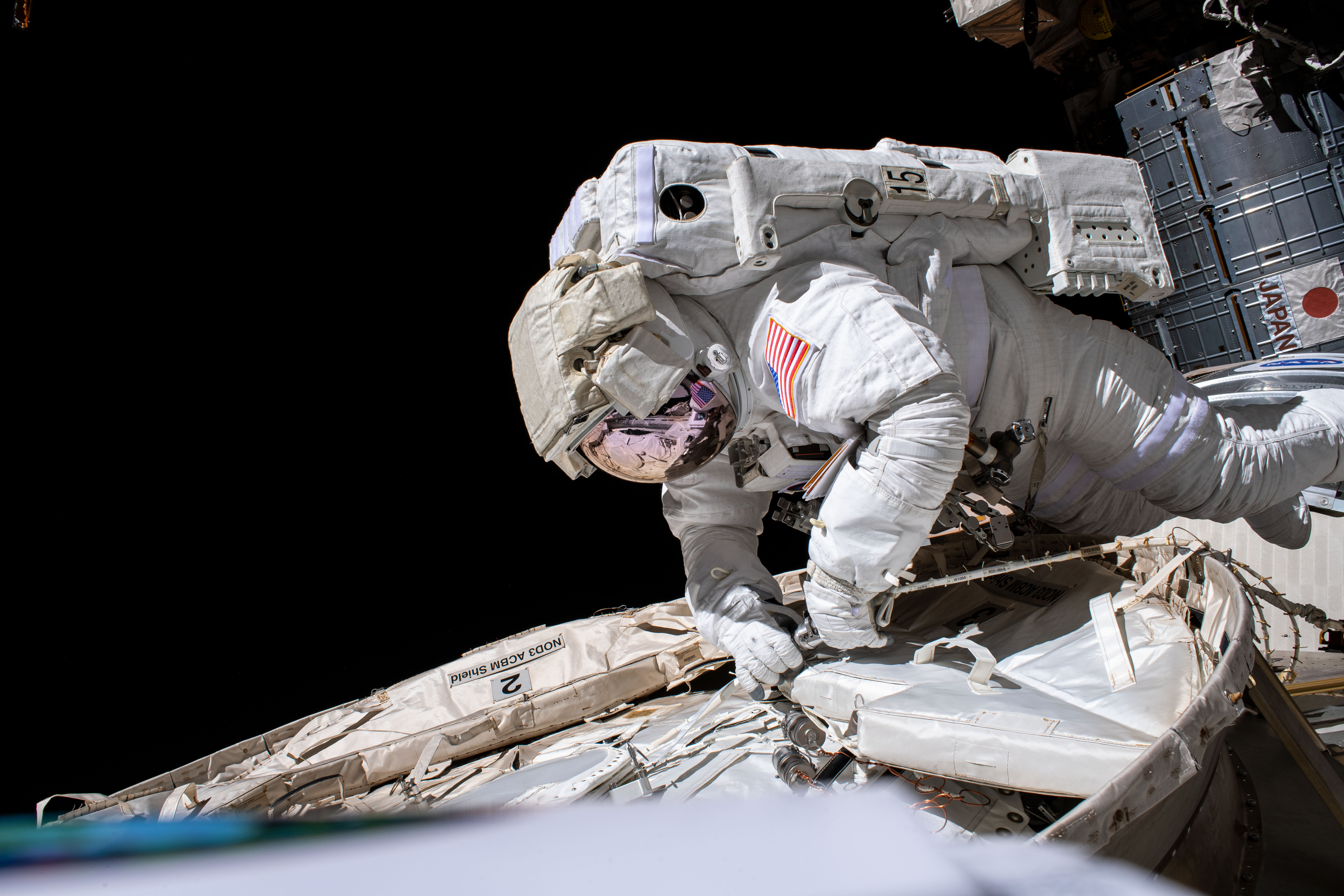
L'astronauta Christopher Cassidy durante la terza passeggiata spaziale

Cassidy e Behnken hanno completato nella terza attività extraveicolare (US EVA-67) la sostituzione delle batterie del segmento S6 con la rimozione di sei batterie NiH2 e l'installazione di tre batterie Li-ion e i relativi adattatori. Poiché l'Exposed Pallet aveva la capacità di alloggiare un massimo di nove batterie vecchie, le ultime tre batterie NiH2 sono rimaste sulla stazione. Le operazioni si sono concluse alle 17:10 UTC.

#### 18 agosto
Alle 0:45 JST sono stati chiusi i portelli tra la navetta e la stazione spaziale, e alle 22:51 JST è stato effettuato l'unberthing dal modulo Harmony tramite il braccio robotico della stazione e portata nel punto di rilascio.. Successivamente è stato inviato il comando per la manovra di allontanamento dalla stazione, chiamata ISS Departure Maneuver (IDM).

#### 20 agosto (rientro)
Il 20 agosto la navetta ha completato le tre manovre dette De-Orbit Maneuver (DOM) per il rientro nell'atmosfera terrestre, che è avvenuto regolarmente sopra ad una zona predefinita nell'oceano Pacifico attorno alle 16:07 JST.